# Du ringde från Flen (album)
Du ringde från Flen är ett samlingsalbum av det svenska dansbandet Grönwalls från 1995..

## Låtlista
1. Du ringde från Flen
2. Intill mig - (Real world)
3. Gabriella
4. Varje litet ögonkast - (Every little thing)
5. Jag ska bygga en bro
6. Du, jag och kärleken
7. Du har det där
8. För den kärlek jag känner - (When your heartache is over)
9. Vi två har varandra
10. Mr blue eye
11. Låt mig komma hem igen
12. Achy breaky heart
13. I varje andetag
14. Ett liv tillsammans
15. En plats i solen
16. Jag ringer upp
17. Tillbaks igen